# Aux sombres héros de l'amer
Singles de Noir Désir
Toujours être ailleurs
(1987) Les Écorchés
(1989)
Pistes de Veuillez rendre l'âme (à qui elle appartient)
À l'arrière des taxis Le Fleuve
Aux sombres héros de l'amer est le troisième single du groupe de rock français Noir Désir, il paraît en 1989 et est présent sur l'album Veuillez rendre l'âme (à qui elle appartient). La chanson est arrivée 31e en France à l'époque, et reste aujourd'hui le single qui a fait découvrir le groupe au grand public, et l'un de ses grands succès.
Son titre est un calembour qui peut s'interpréter comme « Ô sombrero de la mer ». Le single comporte une face B chantée en anglais, The Wound, présente sur l'album.

## Réception de la chanson
C'est la chanson qui révéla Noir Désir au grand public, entrant dans le top 50 et diffusée sur toutes les radios. Un succès cependant mal assumé par le groupe qui estime que le public n'y voit qu'une « chanson de marins » et ne saisit pas le sens caché. Il faut tout de même préciser que le clip illustrant ce morceau montre justement les membres du groupe dans un cadre marin : sur un bateau, au bord de la plage.
La chanson traite de l'itinéraire d'une vie, comme le montre le passage « qui ont su traverser les océans du vide ». Ce passage illustre bien les longues périodes pendant lesquelles Noir Désir a été sans jouer. Cette information a été confirmée dans le magazine Les Inrockuptibles de mars 1991 où le groupe, dans une interview, regrettait que le public ne saisisse pas le sens second de la chanson.
La chanson est également empreinte de diverses références poétiques et littéraires comme le jeu de sonorités entre « l'amer » et « la mer » cher à Baudelaire et à Pierre de Marbeuf, « sombres héros» et « sombreros » prouvant l'attrait de Cantat pour la culture hispanophone, les « sanglots longs » de Verlaine, et « (Anne, ma) sœur Anne, ne vois-tu rien venir ? » tiré de La Barbe Bleue de Charles Perrault.

## Liste des titres
1. Aux sombres héros de l'amer
2. The Wound

## Charts
| France | Belgique | Italie | Pays-Bas |
| ------ | -------- | ------ | -------- |
| 31     | -        | -      | -        |

## Reprise
Guesch Patti reprend la chanson en 1996 pour la compilation Les plus belles chansons françaises - 1989 des Editions Atlas.
En 2005, la chanson fait l'objet d'une reprise, plus épurée que l'original, sur l'album Krško - Valencia du groupe L'Enfance Rouge.
La chanson est également reprise par Nicolas Fraissinet.